# Quinto Julio Balbo (cónsul 129)
Quinto Julio Balbo (en latín, Quintus Iulius Balbus) fue un senador romano de finales del siglo I y comienzos del siglo II, que desarrolló su carrera política bajo los imperios de Trajano y Adriano.

## Familia
Era hijo de Quinto Julio Balbo, consul suffectus en 85, bajo Domiciano.

## Carrera
Su único cargo conocido fue el de consul suffectus durante el nundinum de febrero a octubre de 129, bajo Adriano.